# Luca Pacioni
Luca Pacioni (Gatteo, 13 augustus 1993) is een Italiaans wielrenner die vanaf 2021 voor EOLO-Kometa uitkomt.

## Carrière
Eind 2015 liep Pacioni stage bij Lampre-Merida. Hij werd dat jaar tweede in de Italiaanse eendagskoers Circuito del Porto-Trofeo Arvedi. Zijn debuut voor Androni Giocattoli-Sidermec maakte hij in 2016 in de Grote Prijs van de Etruskische Kust, die hij niet uitreed. In september 2017 behaalde Pacioni zijn eerste profzege toen hij de eerste etappe van de Ronde van China I won. De leiderstrui die hij daaraan overhield raakte hij een dag later kwijt aan Liam Bertazzo.
In 2018 maakte Pacioni de overstap naar Wilier Triestina-Selle Italia. Zijn debuut maakte hij in La Tropicale Amissa Bongo, waar hij in de laatste etappe de massasprint won.

## Overwinningen
2017
1e etappe Ronde van China I
2018
7e etappe La Tropicale Amissa Bongo
5e etappe Ronde van Taiwan
6e etappe Ronde van Langkawi
2020
1e etappe Ronde van Táchira

## Resultaten in voornaamste wedstrijden
|      | \| Jaar \| Milaan-San Remo \| \| ---- \| --------------- \| \| 2019 \| 127e \| |
| Jaar | Milaan-San Remo                                                                |
| 2019 | 127e                                                                           |

## Ploegen
2015 –  Lampre-Merida (stagiair vanaf 1 augustus)
2016 –  Androni Giocattoli-Sidermec
2017 –  Androni-Sidermec-Bottecchia
2018 –  Wilier Triestina-Selle Italia
2019 –  Neri-Selle Italia-KTM
2020 –  Androni Giocattoli-Sidermec
2021 –  EOLO-Kometa
Bonifazio · Bono · Cattaneo · Cimolai · Conti · M. Costa · R. Costa · Đurasek · Feng · Ferrari · Grmay · Kasjavy · Modolo · Mori · Niemiec · Oliviera · Pibernik · Plaza · Polanc · Pozzato · Richeze · Serpa · Ulissi · Valls · Xu · Ganna (stagiair) · Pacioni (stagiair) · Ravasi (stagiair)
Bandiera · Benfatto · Bernal · Cecchinel · Chicchi · Dall'Antonia · Frapporti · Gavazzi · Nardin · Pacioni · Pellizotti · Ratto · Selvaggi · Taliani · Torres · Țvetcov · Viganò · Bonusi (stagiair) · De Marchi (stagiair) · Gasparrini (stagiair)
Ballerini · Benfatto · Bernal · Bonusi · Cattaneo · D'Urbano · Mar. Frapporti · Mat. Frapporti · Gavazzi · Malucelli · Masnada · Pacioni · Palini · Rivera · Sosa · Spreafico · Taliani · Torres · Vendrame
Bertazzo · Bevilacqua · Busato · Coledan · Flórez · Fonzi · Kasjavy · Mareczko · Mosca · Pacioni · Pozzato · Raggio · Rosa · Turrin · Velasco · Zardini · Zhupa
Bagioli · Bais · Belletti · Bisolti · Cepeda · Chirico · Flórez · Frapporti · Gabburo · Gavazzi · Muñoz · Pacioni · Pelikán · Pellaud · Ravanelli · Restrepo · Rivera · Rumac · Spreafico · Venchiarutto · Viel
Albanese · Archibald · Bais · Belletti · Christian · Dina · Fancellu · Fetter · Fortunato · Frapporti · García · Gavazzi · Grávalos · Pacioni · Ravasi · Rivi · Ropero · Sevilla · Viegas · Wackermann · Hernaiz (stagiair) · Martin (stagiair) · Piganzoli (stagiair)